# Bårtjärnen, Jämtland
Bårtjärnen är en sjö i Östersunds kommun i Jämtland och ingår i Indalsälvens huvudavrinningsområde.